# 德拉姆莱
德拉姆莱（法語：Dramelay，法語發音：[dʁamlɛ]）是法国汝拉省的一个市镇，属于隆斯勒索涅区。

## 地理
德拉姆莱（46°24'24"N, 5°32'10"E）面积6.53 平方千米，位于法国勃艮第-弗朗什-孔泰大區汝拉省，该省份为法国东部内陆省份，北起上索恩省，西北接科多尔省，西临索恩-卢瓦尔省，南至安省，东与杜省和瑞士接壤。
与德拉姆莱接壤的市镇（或旧市镇、城区）包括：阿兰托、拉布瓦西耶尔、蒙兰西亚、瓦尔赞-昂珀蒂特蒙塔涅、沃布勒-瓦尔凡。

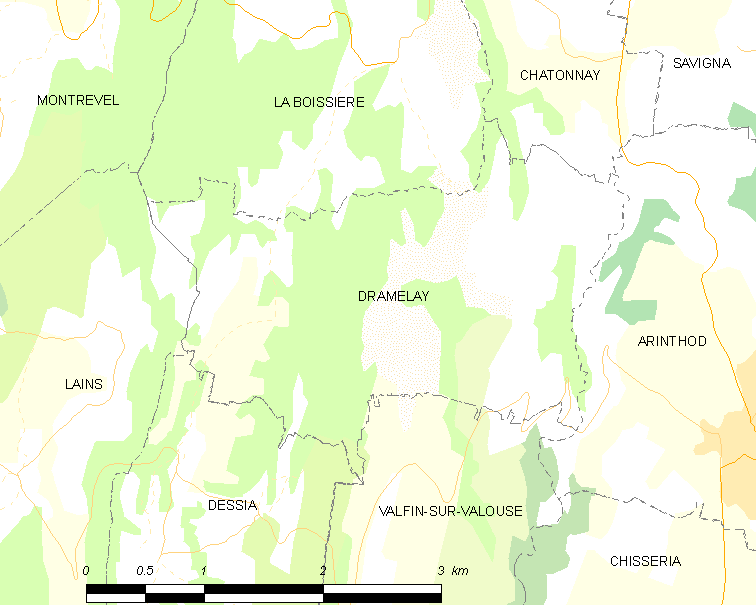
德拉姆莱的OSM定位图

德拉姆莱的时区为UTC+01:00、UTC+02:00（夏令时）。

## 行政
德拉姆莱的邮政编码为39240，INSEE市镇编码为39204。

## 政治
德拉姆莱所属的省级选区为穆瓦朗昂蒙塔涅县。

## 人口

1962-2008年间德拉姆莱人口变化图示

德拉姆莱于2022年1月1日时的人口数量为27人。